# Thysanoprymna superba
Thysanoprymna superba är en fjärilsart som beskrevs av William Schaus 1889. Thysanoprymna superba ingår i släktet Thysanoprymna och familjen björnspinnare. Inga underarter finns listade i Catalogue of Life.